# Comuna de Krasnosielc
Krasnosielc (polaco: Gmina Krasnosielc) é uma gminy (comuna) na Polónia, na voivodia de Mazóvia e no condado de Makowski. A sede do condado é a cidade de Krasnosielc.
De acordo com os censos de 2004, a comuna tem 6562 habitantes, com uma densidade 39,3 hab/km².

## Área
Estende-se por uma área de 166,96 km², incluindo:
- área agricola: 68%
- área florestal: 29%

## Demografia
Dados de 30 de Junho 2004:
|                      | Total   | Total | Mulheres | Mulheres | Homens  | Homens |
| -------------------- | ------- | ----- | -------- | -------- | ------- | ------ |
|                      | pessoas | %     | pessoas  | %        | pessoas | %      |
| População            | 6562    | 100   | 3227     | 49,2     | 3335    | 50,8   |
| Densidade (pop./km²) | 39,3    | 100   | 19,3     | 19,3     | 20      | 20     |

De acordo com dados de 2002, o rendimento médio per capita ascendia a 1296,67 zł.

## Subdivisões
- Amelin, Bagienice-Folwark, Bagienice Szlacheckie, Biernaty, Budy Prywatne, Chłopia Łąka, Drążdżewo, Drążdżewo-Kujawy, Drążdżewo Małe, Elżbiecin, Grabowo, Grądy, Karolewo, Krasnosielc, Krasnosielc Leśny, Łazy, Niesułowo, Nowy Sielc, Nowy Krasnosielc, Papierny Borek, Perzanki-Borek, Pienice, Przytuły, Raki, Ruzieck, Wola-Józefowo, Wola Włościańska, Wólka Drążdżewska, Wólka Rakowska, Wymysły, Zwierzyniec.

## Comunas vizinhas
- Baranowo, Jednorożec, Olszewo-Borki, Płoniawy-Bramura, Sypniewo